# Arhuaco

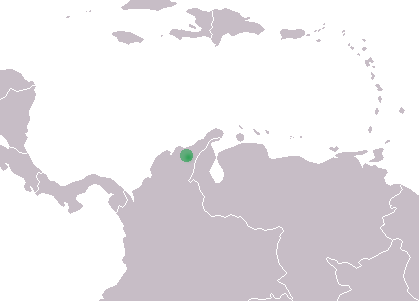
Ubicación de los arhuaco en Colombia.

Los ika, iku, o bintukua –llamados comúnmente arhuacos–  son un pueblo amerindio que habita la vertiente meridional de la Sierra Nevada de Santa Marta (Colombia), y que habla un idioma de la familia chibcha. En 2005 fueron censadas 22 134 personas, y en 2018 34 711, que hablan su propio idioma.
Para la comunidad arhuaca la producción de tabaco y de la hoja de coca son parte de su tradición; la han cultivado desde su inicio, que se data de hace más de 500 años. Sin embargo, la comunidad no ha dejado de cultivarla, y justifica su cultivo como planta medicinal.

## Distribución y territorio

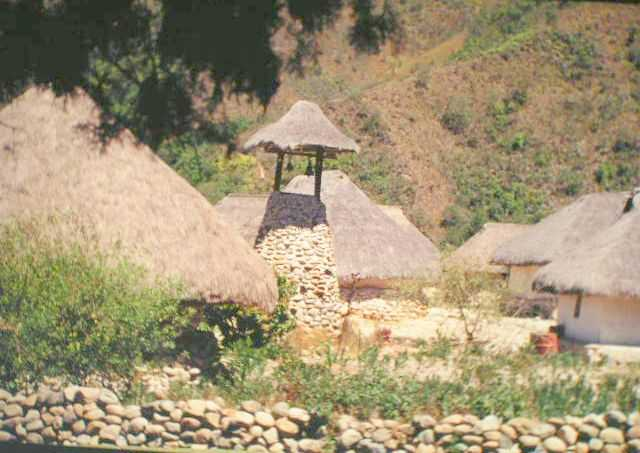
Poblado arhuaco.

Los arhuacos son bien conocidos por su organización dinámica y su nivel de concienciación política (quotation needed). Viven en los valles altos de los ríos Piedras, San Sebastián de Rábago, Chichicua, Ariguaní y Guatapurí, en un área reconocida por el Estado colombiano como resguardo indígena de propiedad colectiva. Su principal asentamiento es Nabusímake (anteriormente San Sebastián de Rábago).
Su territorio tradicional es mucho más extenso que los límites actuales del resguardo y del poblamiento arhuaco, hasta la llamada línea negra imaginarios, que encierra varios de los sitios sagrados a los cuales siguen acudiendo los indígenas a hacer sus ofrendas o pagamentos. Los indígenas han perdido las tierras bajas, por la colonización y la expansión de las haciendas.

### Comunidades
Los arhuacos están distribuidos en 22 parcialidades.
Zona Central: Nabusímake, la capital de los arhuacos; Yechikin y Busin.
Zona Occidental: Serankua, Windiwameina, Singunei.
Zona Sur: Zigta, Yeurwa, Gumuke, Yeiwin, Seiarukwingumu, Buyuaguenka, y Simonorwa.
Zona Suroriental: Wirwa, Yugaka, Karwa.
Zona Oriental: Sogrome, Donachwi, Timaka, Aruamake, Seinimin e Izrwa.
Zona Mariangola: Zacasgo Chibcha Población Guane.
Aunque el poblamiento cotidiano es disperso, en los poblados se realizan reuniones y ceremonias. El principal de ellos, Nabusímake (ubicado en el municipio de Pueblo Bello), tiene un significado especial para los arhuacos. Está compuesto por unas cincuenta casas cuadradas y por los templos circulares conocidos como kankura, destinados por separado a hombres y mujeres.
Para la comunidad arhuaca, la producción de tabaco y de hoja de coca forma parte de su tradición ancestral. Sin embargo, el cultivo de la planta de coca es ilegal en Colombia. Los arhuacos consideran que la coca posee un poder espiritual y medicinal, y defienden su cultivo como parte esencial de su cosmovisión. La comunidad no ha dejado de cultivarla, y justifica su uso con fines rituales y curativos.

## Economía

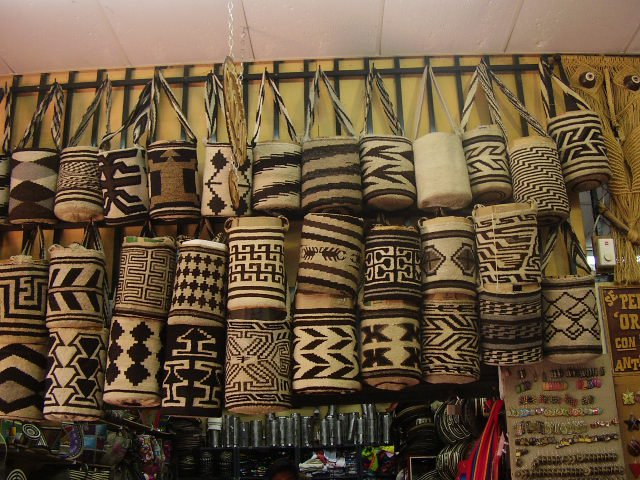
Mochila arhuaca, una de las artesanías más representativas de Colombia.

La actividad económica fundamental de los arhuacos es la agricultura, orientada principalmente a la subsistencia. Originalmente cada familia poseía una parcela en tierra fría, otra en clima medio y otra en tierra caliente, pero de estas últimas ya no se dispone porque la invasión provocó la reducción territorial. En las tierras altas cultivan papa, cebolla, ajo, haba, repollo, lechuga, mora, tomate de árbol, calabaza, trigo y fique. En las tierras medias maíz, fríjol, yuca, arracacha, malanga, algodón, piña, papaya, guayaba, maracuyá, granadilla, naranja, limón y también coca (para autoconsumo en la vida cotidiana y ritual). Crían gallinas. Además el pueblo Arhuaco práctica la ganadería como actividad económica importante, específicamente ganado vacuno, ovejas y cabras.
La producción de café tiene un objetivo principalmente comercial, para obtener productos que no se consiguen en la comunidad. También venden mochilas, de las cuales buena parte de la producción es para uso personal, ya que son una parte fundamental de la indumentaria propia, aunque cada vez gana más penetración en el mercado de artesanías típicas del país. Los hombres fabrican la totalidad de la ropa y parte de las telas, aunque se utilizan actualmente géneros comprados.

## Naturaleza y el hombre
Tradicionalmente los arhuacos han sido poco belicosos y defensores de la convivencia pacífica con otros grupos humanos. Están convencidos de que el equilibrio de la humanidad está en el respeto hacia los demás seres, no solamente entre los humanos, también entre las diferentes culturas; pero no solamente las culturas humanas, sino esas culturas de la naturaleza.

## Gastronomía
Los arhuacos basan su alimentación en productos vegetales como la arracacha, bananos, yuca, apio, ñame, malanga, papas, fríjoles, batatas, col, maíz, cebollas y azúcar. En ocasiones incluyen carnes, cereales, caracoles e iguanas. Pasan días enteros mascando hojas de coca como parte de su tradición, creencias y costumbres. En lo que a bebidas respecta, se cuentan el agua de panela con limón o guarapo y el ron. En cuanto a árboles frutales nativos consumen las frutas del granadillo y el guayabo, entre otros.

## Idioma
El idioma arhuaco una lengua chibcha del grupo magdalénico.

### Fonología
Vocales.
|        | Anteriores | Centrales | Posteriores |
| ------ | ---------- | --------- | ----------- |
| Altas  | i          | ɨ         | u           |
| Medias | e          | ə [ë]     | o           |
| Bajas  |            | a         |             |
Consonantes
Esta lengua registra 17 fonemas consonánticos:
|            |           | labiales | alveolares | alveo- palatales | palatales | velares | glotales |
| ---------- | --------- | -------- | ---------- | ---------------- | --------- | ------- | -------- |
| oclusivas  | sordas    | p        | t          |                  | ɕ [ĉ]     | k       | ʔ [?]    |
| oclusivas  | sonoras   | b        | d          |                  | ɟ [J]     | ɡ [g]   |          |
| nasales    | nasales   | m        | n          |                  |           | ŋ [η]   |          |
| fricativas | sordas    |          | s          | z                |           |         |          |
| fricativas | sonoras   | β [ß]    |            | ʑ [ž]            |           |         |          |
| vibrantes  | vibrantes |          | r          |                  |           |         |          |
El término  lenguas arhuácicas se aplica a un subgrupo de las lenguas chibchenses formado por el arhuaco, el cogui y el damana, hablados en la actualidad, así como a otras lenguas extintas del norte de Colombia. Este término no debe confundirse con el término arahuaco que se aplica a otros pueblos de la región que no tienen nada que ver con las lenguas chibchas arhuácicas.

## Creencias
Los arhuacos son un pueblo profundamente espiritual y conocedor de su propia filosofía, que tiene un carácter llamado globalizante. Creen en la existencia de un Creador y Gran Padre, Kakü Serankua, representado en el Sol, del cual provinieron los primeros dioses y seres materiales, otros padres como los nevados y otras madres como la Tierra y la Luna. Consideran a la Sierra como el corazón del mundo, desde el cual se originó en las diferentes piedras.
En su cosmovisión el mundo lo conforman dos pirámides sobre una misma base, con nueve mundos, cada uno de ellos con su suelo y sus propios habitantes. La tierra está en el quinto piso. Al igual que los Kogui se consideran descendientes de los primeros padres y por lo tanto, hermanos mayores de otros pueblos.
La naturaleza y la sociedad como unidad están regidas por una sola Ley Sagrada, inmutable, preexistente, primitiva y sobreviviente a todos y a todo. Podría el mundo existir o dejar de existir, sin que esto alterara en lo mínimo la esencia de dicha Ley, la cual constituye el pensamiento universal de lo no manifiesto, único origen de la vida.
La Ley universal Kunsamü es representada por un niño, el Mamo Niankua. Esta Ley de origen halla expresión en el universo. Se da entonces una asociación entre Ley y pensamiento, que, a compás con el entorno, se transforma en Ley Natural. Esta Ley Natural da origen a la creación de la materia y a su evolución, equilibrio, preservación y armonía, que constituyen los objetivos fundamentales y la razón de ser de los Mamo, las autoridades espirituales de la sociedad arhuaca, que encarnan el seguimiento a la Ley tradicional.
Cada Mamo o Mamü es escogido entre diferentes candidatos de ocho a diez años edad y recibe una educación que dura como mínimo 9 años, 15 años en promedio. Pueden prolongar su estudio, especializándose en ciertos conocimientos. Son filósofos, sacerdotes, médicos y consejeros prácticos individuales y comunitarios. Su influencia es decisiva en la vida de cada persona y en la sociedad.

## Conflicto reciente
En 1916 los arhuacos enviaron a Bogotá una delegación para reivindicar ante el gobierno nacional que el inspector de San Sebastián de Rábago (Nabusimake) fuera un indígena e impedir que los nativos fueran explotados en las haciendas Del Valle, mediante los mecanismos de "concertación", endeude y "matrícula". Además, solicitaron al Gobierno enviar maestros para enseñar lectura, escritura y matemáticas, pero en vez de esto enviaron a misioneros Capuchinos del centro del país, que cuatro años después ya atropellaban la cultura indígena, e intentaron prohibirla a los niños, estableciendo un régimen de terror en un internado que denominaban “orfanato”. También establecieron trabajos obligatorios, razón por la cual los indígenas pidieron inútilmente que los retiraran de la región.
En 1943 los políticos de Valledupar, los misioneros y el Ministerio de Agricultura expropiaron sin indemnización la mejor tierra de Nabusímake para hacer una granja agrícola del estado. Los indígenas lucharon contra esto y formaron en 1944 la Liga
En 1962 el gobierno impuso la construcción de una torre de televisión en el cerro Alguacil, sitio sagrado. Allí se estableció una base del Ejército para imponerle a los indígenas la obra. También se construyó una carretera en territorio indígena que abrió el camino a la colonización masiva y hasta hoy es un perjuicio al territorio indígena. Contra todo esto se reorganizó la Liga, que fue “prohibida” por los misioneros y el inspector de policía.
En 1972 fue conformado el cabildo gobernador, que resultó una forma de organización adecuada para resistir y defender los valores y tierras indígenas. Los indígenas reorganizados lucharon por la salida de los capuchinos, lo que lograron en 1983, después de ocupar pacíficamente las instalaciones de la misión el 7 de agosto de 1982.

### Cultivos ilegales
Colonos no indígenas empezaron a sembrar marihuana en la Sierra Nevada hacia 1975. Esto trajo problemas que afectaron a las comunidades indígenas, como reclutamiento de su mano de obra, aculturación de algunas personas y violencia. En la década de 1980 la situación empeoró porque muchos colonos pobres de diversos sitios del país, ante la carencia de tierra y de soluciones a sus necesidades elementales se establecieron en la Sierra para sembrar coca. Es muy diferente el consumo tradicional de las hojas de coca por los indígenas, del cultivo para producir cocaína mediante procesos químicos que realizan los colonos y los traficantes. Tras de ellos llegó a la Sierra el conflicto armado colombiano, al cual son ajenos los pueblos indígenas, los combates, la presencia masiva de militares, paramilitares, guerrilleros, y el asesinato de indígenas acusados por uno u otro bando de pertenecer al otro.
La colonización es un enorme problema social causado por la concentración de la propiedad de las mejores tierras que caracteriza a Colombia. La ilegalidad de los cultivos de marihuana y coca, así como la llamada guerra contra las drogas y las fumigaciones aéreas de cultivos ilegales, han dispersado estos por el país y han hecho que invadan muchos territorios indígenas, de manera que los resguardos sobre los cuales el estado ha reconocido propiedad arhuaca están recortados por dentro.
El conflicto armado hace que los contendientes de ambos bandos quieran controlar los cultivos ilegales como botín de guerra, por lo cual los territorios invadidos y los pueblos indígenas sufren enormemente entre dos fuegos, además de ver recortado su territorio, padecer violencia, reclutamientos forzados por grupos armados, asesinatos, amenazas, divisiones y los efectos de las fumigaciones sobre la naturaleza.

### Megaproyectos
En 2010 se anunció la construcción de represas en la Sierra Nevada, la hidroeléctrica de Bezotes, la de El Cercado. También se diseñaron planes turísticos en la Sierra. Esta situación completa el cerco a los arhuacos y puso en peligro las aguas y las tierras. Los arhuacos organizados en la Confederación Indígena Tairona con el fin de tratar de hacer frente a todas estas situaciones.

## Figuras notables
Algunas de las personas que se han destacado como líderes del pueblo arhuaco son:
- Leonor Zalabata - Defensora de los derechos humanos, embajadora de Colombia ante la ONU desde 2022.
- Ati Quigua - Líder social y política, concejal de Bogotá de 2004 a 2011.